# آ أشالية
آ أشالية (الاسم العلمي: Aa achalensis) هي نوع من النباتات يتبع جنس الآ من الفصيلة السحلبية.